# Cezary Zybała-Strzelecki
Cezary Zybała-Strzelecki (ur. 9 maja 1972) – polski muzyk rockowy, w latach 2003–2015 wokalista zespołu Oddział Zamknięty. Autor solowego projektu Czary.
Śpiewał w zespole The Hel, był autorem tekstów i muzyki do monodramu Narkomanka (Teatr Polski w Bielsku-Białej). Współpracował z Jurkiem Styczyńskim (gitarzystą Dżemu), a także Jackiem Krzaklewskim (z grupy Perfect).
Z Oddziałem Zamkniętym m.in. nagrał mini-album pt. Party, Andzia i ja, Inne... oraz album koncertowy pt. Koncert w Stodole. 17 marca 2015 oficjalnie zakończył współpracę z zespołem i został zastąpiony przez Jarosława Wajka.

## Dyskografia

### Albumy
- 2005 – Party, Andzia i ja, Inne... (Oddział Zamknięty)[4]
- 2007 – Koncert w Stodole (Oddział Zamknięty)[1]

### Single
- 2004 – „Niekochane” (Oddział Zamknięty)[5][6]
- 2011 – „Zapach i śmiech” (Oddział Zamknięty)[7]
- 2015 – „Posłuchaj Mnie”[2]
- 2015 – „Dla Ciebie”[8]
- 2016 – „Świat”[9]